# Inga stipulacea
Inga stipulacea är en ärtväxtart som beskrevs av George Don jr. Inga stipulacea ingår i släktet Inga och familjen ärtväxter. Inga underarter finns listade i Catalogue of Life.